# Halogeton glomeratus
Diêm sinh thảo (danh pháp hai phần: Halogeton glomeratus) là loài thực vật có hoa thuộc họ Dền. Loài này được (M.Bieb.) Ledeb. mô tả khoa học đầu tiên năm 1829, được tìm thấy ở các vùng núi có độ cao từ 500-4000 mét thuộc khu vực Trung Á, Nga và Trung Quốc. Loài này được di thực đến Hoa Kỳ từ cuối những năm 1930 và được xem như loài gây nguy hại đến hệ sinh thái đồng cỏ Bắc Mỹ do tốc độ sinh trưởng và phát tán hạt giống nhanh chóng.
Diêm sinh thảo thuộc giống cây chịu mặn, có thể sinh trưởng và phát triển bình thường dưới nồng độ NaCl lên đến 500 mM thông qua cơ chế tích trữ muối trong không bào, đồng thời giữ nước lại trong lá và cấu trúc lồi mặt ngoài của tế bào khí khổng. Ngoài ra, loài này cũng được tìm thấy ở các hồ cạn với đất có pH kiềm.